# Northern Saskatchewan Administration District

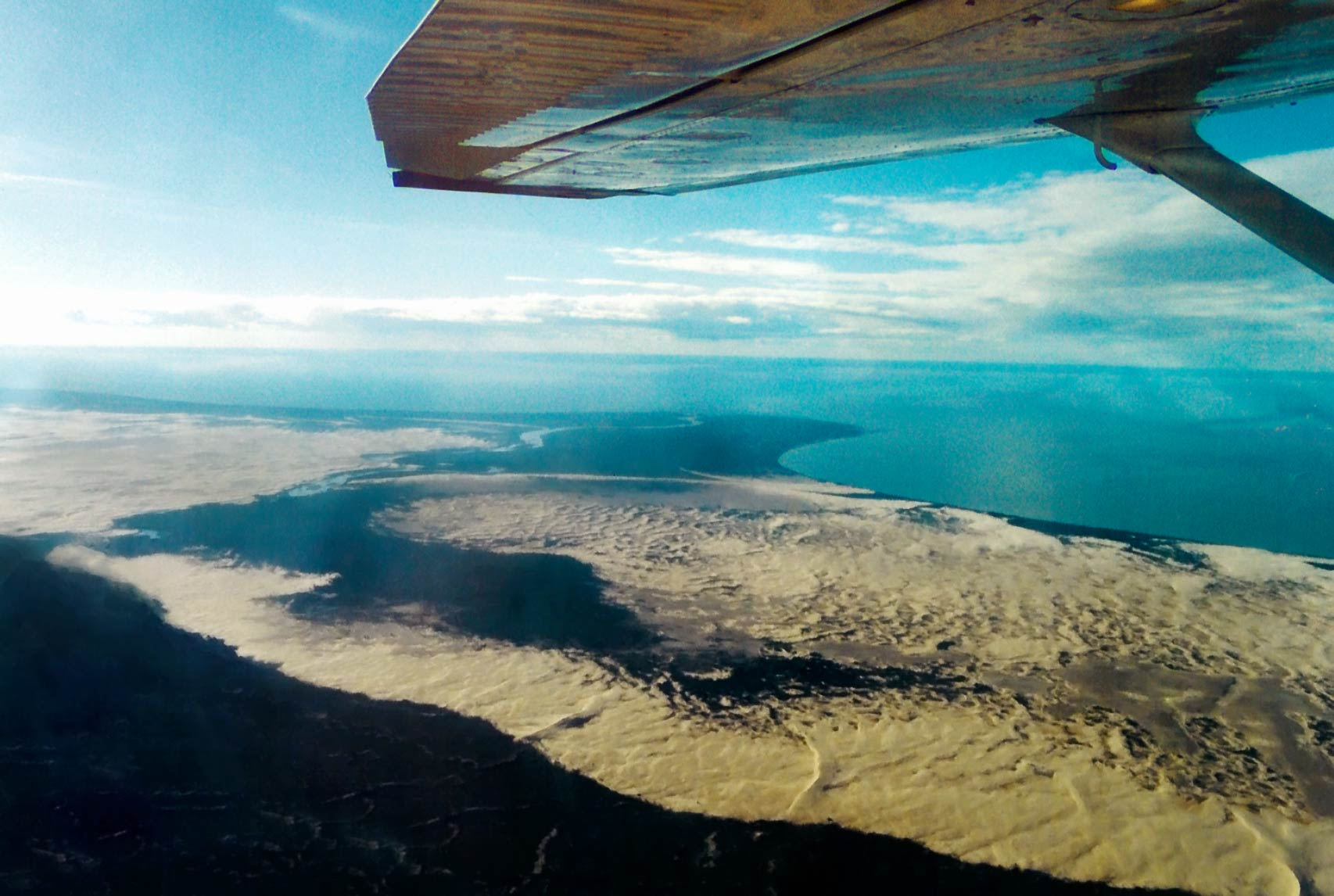
Der Athabasca Sand Dunes Provincial Park

Der Northern Saskatchewan Administration District (NSAD) ist ein Verwaltungsbezirk im Norden der kanadischen Provinz Saskatchewan. Der Northern Saskatchewan Administration District wurde im Jahr 1948 durch den „Northern Administration Act“ eingerichtet, welcher im Jahr 2010 durch den „Northern Municipalities Act“ abgelöst wurde. Die Verwaltung wird für den Bezirk nicht durch direkt dafür gewählte Vertreter geführt, sondern untersteht der Provinzregierung und wird dort vom „Minister of Government Relations“ wahrgenommen.
Der Verwaltungsbezirk umfasst grundsätzlich den gesamten nördlichen Bereich der Provinz, ausgenommen:
- der eigenständigen Gemeinden (die Stadt Flin Flon, die beiden Kleinstädte („northern towns“) Creighton und La Ronge) sowie
- die aktuell elf nördlichen Dörfer („northern villages“), darunter als größte La Loche, daneben Air Ronge, Beauval, Buffalo Narrows, Cumberland House, Denare Beach, Green Lake, Île-à-la-Crosse, Pelican Narrows, Pinehouse und Sandy Bay
- die elf nördlichen Weiler („northern hamlets“) Black Point, Cole Bay, Dore Lake, Jans Bay, Michel Village, Patuanak, St. George’s Hill, Stony Rapids, Timber Bay, Turnor Lake und Weyakwin
- die Gebiete der First Nations, welcher einer besonderen Verwaltung unterliegen, in der Regel Indian Reserves.

Der Verwaltungsbezirk ist damit grundsätzlich deckungsgleich mit dem als „Unorganized“ bezeichneten Gebiet der Saskatchewan Census Division No. 18.
Die größten Ansiedlungen, in der Regel „Northern settlements“, innerhalb des NSAD sind:
| Name                               | Einwohner (Stand 2021) |
| ---------------------------------- | ---------------------- |
| Bear Creek                         | 045                    |
| Camsell Portage                    | 000                    |
| Descharme Lake                     | 026                    |
| Garson Lake                        | 010                    |
| Missinipe                          | 027                    |
| Sled Lake                          | 024                    |
| Stanley Mission                    | 104                    |
| Uranium City                       | 091                    |
| Wollaston Lake                     | 096                    |
| Brabant Lake („Indian settlement“) | 027                    |
| Southend („Indian settlement“)     | 139                    |

Im NSAD liegen sechs der Provincial Parks in Saskatchewan, darunter mit dem Lac La Ronge Provincial Park, dem Clearwater River Provincial Park und dem Athabasca Sand Dunes Provincial Park die drei größten Provinzparks.

## Demografie
Im Rahmen der Volkszählung ergab der Census 2021 für den Bezirk selber eine Bevölkerungszahl von 1871 Einwohnern, nachdem der Zensus im Jahr 2016 für den Bezirk noch eine Bevölkerungszahl von 1372 Einwohnern ergeben hatte. Die Bevölkerung hat damit im letzten Zensuszeitraum von 2016 bis 2021 wesentlich stärker als der Trend in der Provinz um 36,4 % zugenommen, während der Provinzdurchschnitt bei einer Bevölkerungszunahme von 3,1 % lag. Damit setzt sich die Bevölkerungsentwicklung aus dem Zensuszeitraum von 2011 bis 2016 nicht fort, als die Anzahl der Einwohner im Distrikt stark gegen den Provinzdurchschnitt um 20,1 % zugenommen, während die Gesamtbevölkerung in der Provinz um 6,3 % zunahm. Im Zensuszeitraum davor, von 2006 bis 2011 hatte hier die Bevölkerung noch wesentlich stärker als der Trend in der Provinz um 39,0 % zugenommen, während der Provinzdurchschnitt bei einer Bevölkerungszunahme von 6,7 % lag.